# Янус, Факра
Факра Янус (урду فاخرہ یونس‎; 1979, Карачи или Пакистан — 17 марта 2012, Рим) — пакистанская женщина, ставшая жертвой нападения с применением кислоты, сильно обезобразившей её лицо. Перенесла 39 операций в течение десяти лет. Покончила жизнь самоубийством в возрасте 33 лет.
Янус родилась в 1979 году в Пакистане. Работала танцовщицей в квартале красных фонарей. Там же познакомилась со своим будущим мужем, Билалом Харом, сыном Гулама Мустафы Хара — бывшего губернатора провинции Пенджаб. Супруги прожили в браке три года, но впоследствии развелись. Янус утверждала, что её бывший муж избивал и оскорблял её. По её словам в мае 2000 года Билал подкараулил её и облил серной кислотой в присутствии её пятилетнего сына от другого брака.
Хар отрицал свою причастность, что нападавшим был некто, представившийся его именем. На суде Хар был оправдан по всем пунктам обвинения. Янус была вынуждена выехать в Рим для лечения. Первоначально ей было отказано в получении визы, но под давлением общественности, Янус все же разрешили уехать в Италию.
17 марта 2012 года Факра Янус покончила с собой, выпрыгнув с шестого этажа. Её завернутое в пакистанский флаг тело было доставлено на родину. Похоронена в Карачи, Пакистан.
История Янус привлекла внимание мировой общественности в связи с большим количеством подобных нападений в Пакистане (8 500 в 2011 году), а также благодаря документальному фильму «Спасая лица», которому был присужден Оскар менее чем за месяц до самоубийства Янус.